# Emergence (2021)
Pour les articles homonymes, voir Homecoming.
 (août 2025).
Si vous disposez d'ouvrages ou d'articles de référence ou si vous connaissez des sites web de qualité traitant du thème abordé ici, merci de compléter l'article en donnant les références utiles à sa vérifiabilité et en les liant à la section « Notes et références ».
Emergence (2021) est un évènement de catch professionnel produit par la fédération américaine Impact Wrestling. Il se déroula le 20 août 2021 au Skyway Studios à Nashville, Tennessee. Il s'agit du deuxième évènement de la chronologie des Emergence. Il fut diffusé exclusivement sur Impact Plus.

## Contexte
Cet événement de catch professionnel présente différents matchs impliquant des catcheurs heel (méchant) et face (gentil), ils combattent sous un script écrit à l'avance

## Tableau des matches
| Ordre par numéros | Match* | Stipulation(s)                                                           |
| --- | --- | ------------------------------------------------------------------------ |
| 1 | Matt Cardona bat Rohit Raju (avec Shera)                                                                                          | Singles match                                                            |
| 2 | Decay (Black Taurus, Crazzy Steve, Havok et Rosemary) battent Fallah Bahh, No Way, Savannah Evans et Tasha Steelz                 | 8-Tag Team Match                                                         |
| 3 | Steve Maclin bat Petey Williams                                                                                                   | Singles match                                                            |
| 4 | Madison Rayne (avec Kaleb With A K et Tenille Dashwood) bat Taylor Wilde                                                          | Singles Match                                                            |
| 5 | Ace Austin bat Chris Sabin, Moose et Sami Callihan                                                                                | Fatal 4 Way pour déterminer un challenger au Impact World Championship   |
| 6 | Josh Alexander bat Jake Something                                                                                                 | Impact X Division Championship                                           |
| 7 | Deonna Purrazzo et Matthew Rehwoldt battent Melina et Trey Miguel                                                                 | Mixed Tag Team Match                                                     |
| 8 | The Good Brothers (Doc Gallows et Karl Anderson) (c) battent Rich Swann & Willie Mack et Violent by Design (Joe Doering et Rhino) | Triple Threat Tag Team Match pour les Impact World Tag Team Championship |
| 9 | Christian Cage (c) bat Brian Myers (avec Sam Beale)                                                                               | Singles match pour le Impact World Championship                          |
| La lettre C placée entre parenthèses désigne la personne ou l’équipe championne en titre. * La carte peut être changée | |                                                                          |